# Тернопільське вище професійне училище сфери послуг та туризму
Тернопільське вище професійне училище сфери послуг та туризму — вищий навчальний заклад у місті Тернополі.
Навчальний та виробничий корпуси училища розташовані на вул. Замонастирській, 26, гуртожиток № 1 на вул. Я. Стецька, 25 та гуртожиток № 2 на вул. М. Карпенка, 20.

## Історія
Училище засноване в 1959 році як професійно-технічне училище кравецького профілю. Тоді тут навчалося 90 учнів та працювали 4 майстри виробничого навчання і 2 викладачі.

## Спеціальності
- Контролер Ощадного банку
- Кравець, закрійник
- Кравець, вишивальник
- Агент з організації туризму, адміністратор
- Флорист, квіткар
- Штукатур, лицювальник-плиточник, маляр
- Перукар-модельєр, манікюрник
- Перукар, візажист
- Слюсар-електрик; електромонтажник
- Фотограф

## Навчально-виховна робота
Волонтерство
Учні училища шиють маскувальні халати та державні прапори для бійців АТО.

## Педагогічний колектив

### Директори
- Галина Грушко — нині

### Адміністрація
- Ірина Цибик — заступник директора
- Людмила Богуславець — заступник директора
- Оксана Рихлевич — старший майстер
- Світлана Іваницька — методист
- Теодозія Федорович — методист
- Надія Ворончій — соціальний педагог
- Тетяна Забитівська — практичний психолог
- Роман Чорний — завідувач господарства
- Лідія Ваврик — головний бухгалтер

### Викладачі
У 2014 році в училищі працювало 28 викладачів та 28 майстрів виробничого навчання, з яких — 4 відмінники освіти України, 2 кандидати наук, 4 викладачі-методисти, 6 старших викладачів.
22 педагогічні працівники мають вищу категорію, 12 майстрів виробничого навчання — І категорію.

## Учні та випускники
У 2014 році в училищі навчалося 540 учнів, 22 працівники закладу — колишні випускники.
Окремі випускники
- Оксана Бачинська[1] — українська дизайнерка,
- Богдан Левків — український господарник, громадсько-політичний діяч, міський голова Тернополя у 2002—2006[1],
- Наталія Черненко — акторка Тернопільського академічного театру[1],
- Микола Бажанов — актор Тернопільського академічного театру[1],
- Ігор Пелих — український телеведучий, тележурналіст, шоумен, продюсер.[1],
- Наталія Носоненко — головний спеціаліст відділу професійної та вищої освіти[1],
- Іван Мельник — керівник відділу організаційного, господарського забезпечення та інформаційних технологій головного управління юстиції у Тернопільській області[1],
- Надія Грицинок — провідний спеціаліст департаменту професійної освіти Міністерства освіти і науки України[1] та інші.